# FreeRice
FreeRice est un site Web, une initiative des Nations unies pour recueillir des fonds afin d'aider les plus démunis.

## Objectifs
L'objectif est de réduire la famine dans le monde grâce à des fonds recueillis, ceci d'une manière à améliorer le vocabulaire des participants. L'objectif est donc double : l'un est d'améliorer les conditions de vie des gens du tiers-monde, l'autre est d'améliorer la culture du participant.

## Fonctionnement
Sur la page d'accueil du site, un mot est écrit (en anglais) et quatre choix sont offerts. Le fait de sélectionner le bon synonyme donne 10 grains de riz. Une bonne réponse fait monter le niveau de difficulté des questions, et une mauvaise le fait descendre. Le compte des grains de riz donné est toujours présent (une option permet même de le faire mémoriser) ainsi que le plus haut niveau de vocabulaire atteint. Périodiquement, l'ONU convertit le nombre de grains de riz en argent et les profits sont distribués dans le tiers monde sous forme de riz et de nourriture via le Programme alimentaire mondial. Les fonds sont donnés par les commanditaires du site.